# Nikolaj Malchow-Møller
Nikolaj Malchow-Møller (* 1. September 1973 in Kopenhagen) ist ein dänischer Wirtschaftswissenschaftler und früherer Präsident an der Copenhagen Business School.

## Leben
Malchow-Møller erlangte 1996 von der Universität Aarhus einen Bachelorabschluss, 1998 einen Masterabschluss von der University of Southampton und 2002 einen Promotionsabschluss von der Universität Aarhus, jeweils in Volkswirtschaftslehre. Ab 2004 war er Professor an der Syddansk Universität, ab 2014 Dekan der Fakultät für Wirtschafts- und Sozialwissenschaften. Im November 2018 wurde bekannt, dass er ab 1. März 2019 die Leitung der Copenhagen Business School übernehmen sollte. Seit September 2021 lässt er diese Rolle aufgrund einer ernsthaften Erkrankung ruhen.
Malchow-Møller ist verheiratet und Vater dreier Kinder.